# Benton, Tennessee
Benton är administrativ huvudort i Polk County i Tennessee. Orten har fått sitt namn efter politikern Thomas Hart Benton. Vid 2020 års folkräkning hade Benton 1 523 invånare.